# Begonia lobbii
Espèce
Synonymes
- Mitscherlichia lobbii Hassk.[1]

Begonia lobbii est une espèce de plantes de la famille des Begoniaceae. Ce bégonia est originaire d'Indonésie. L'espèce fait partie de la section Jackia. Elle a été décrite en 1858 par Justus Carl Hasskarl (1811-1894) sous le synonyme homotypique de Mitscherlichia lobbii, puis recombinée dans le genre Begonia en 1864 par Alphonse Pyrame de Candolle (1806-1893). L'épithète spécifique lobbii signifie « de Lobb », en hommage aux frères William Lobb et Thomas Lobb, récolteurs de plantes pour l'entreprise d'horticulture anglaise Veitch.
En 2018, l'espèce a été assignée à une nouvelle section Jackia, au lieu de la section Reichenheimia.

## Répartition géographique
Cette espèce est originaire du pays suivant : Indonésie.